# Becca Labié
La Becca Labié (o Becque Labié, 3.462 m s.l.m. ) è una montagna delle Alpi del Grand Combin nelle Alpi Pennine. Si trova lungo la linea di confine tra l'Italia e la Svizzera.

## Caratteristiche
Dal versante italiano si trova in alta Valpelline mentre dal versante svizzero sovrasta la Val di Bagnes. Si trova nei pressi della Gran Becca Blanchen (3.680 m).